# Lithophane leeae
Lithophane leeae là một loài bướm đêm thuộc họ Noctuidae. Nó chỉ được tìm thấy ở núi Chiricahua tại đông nam Arizona.
Chiều dài cánh trước khoảng 25 mm.